# Lago dos Bosques
O Lago dos Bosques (em inglês: lake of the Woods, em francês: lac des Bois) é um lago que ocupa parte das áreas das províncias de Manitoba e Ontário (no Canadá), e o estado de Minnesota, nos Estados Unidos da América. Separa uma porção de território estado-unidense, o Northwest Angle (Ângulo do Noroeste), do resto dos Estados Unidos, de tal forma que só pode-se chegar a este lugar atravessando o lago ou cruzando previamente a fronteira Canadá-Estados Unidos. O Northwest Angle é a parte mais setentrional dos Estados Unidos se não se incluir o Alasca.
O lago é alimentado pelo rio Rainy, o lago Shoal, o lago Kakagi, e outros rios menores. Desagua no rio Winnipeg, e, através dele, no lago Winnipeg.